# 一代公主
《一代公主》是1986年中國電視公司八點檔連續劇，首播日期是1986年4月8日，共40集，製作人林慧俊（林俊），導演李岳峰，主演包括了潘迎紫、張晨光、陳莎莉等人。本劇是《一代女皇》的姊妹篇，由潘迎紫同時飾演武則天和太平公主。
中視為了讓《一代公主》有充裕的拍攝期，於1986年3月3日推出由寇世勳、李烈等人主演的八點檔時裝喜劇《上錯天堂投錯胎》，一舉擊敗了臺灣電視公司八點檔連續劇《楊貴妃傳奇》與中華電視台八點檔連續劇《楊貴妃》。